# Violfotad vaxskivling
Violfotad vaxskivling (Hygrocybe lilacina) är en svampart som först beskrevs av C. Laest., och fick sitt nu gällande namn av Meinhard (Michael) Moser 1967. Violfotad vaxskivling ingår i släktet Hygrocybe och familjen Hygrophoraceae.  Arten är reproducerande i Sverige. Inga underarter finns listade i Catalogue of Life.

## Källor

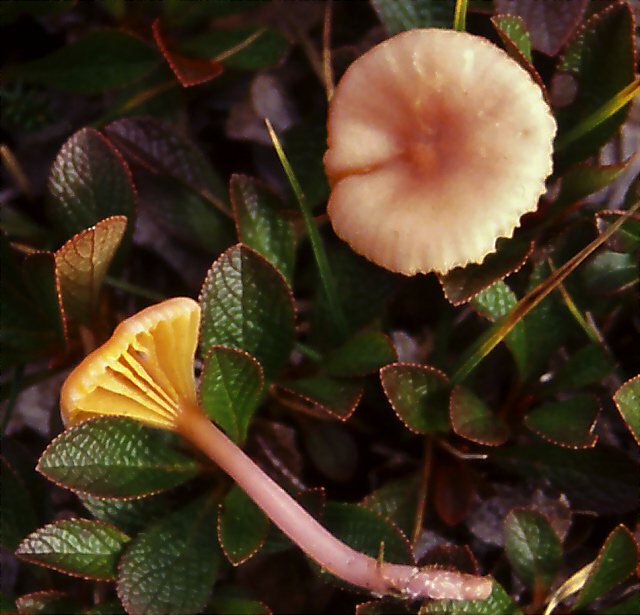
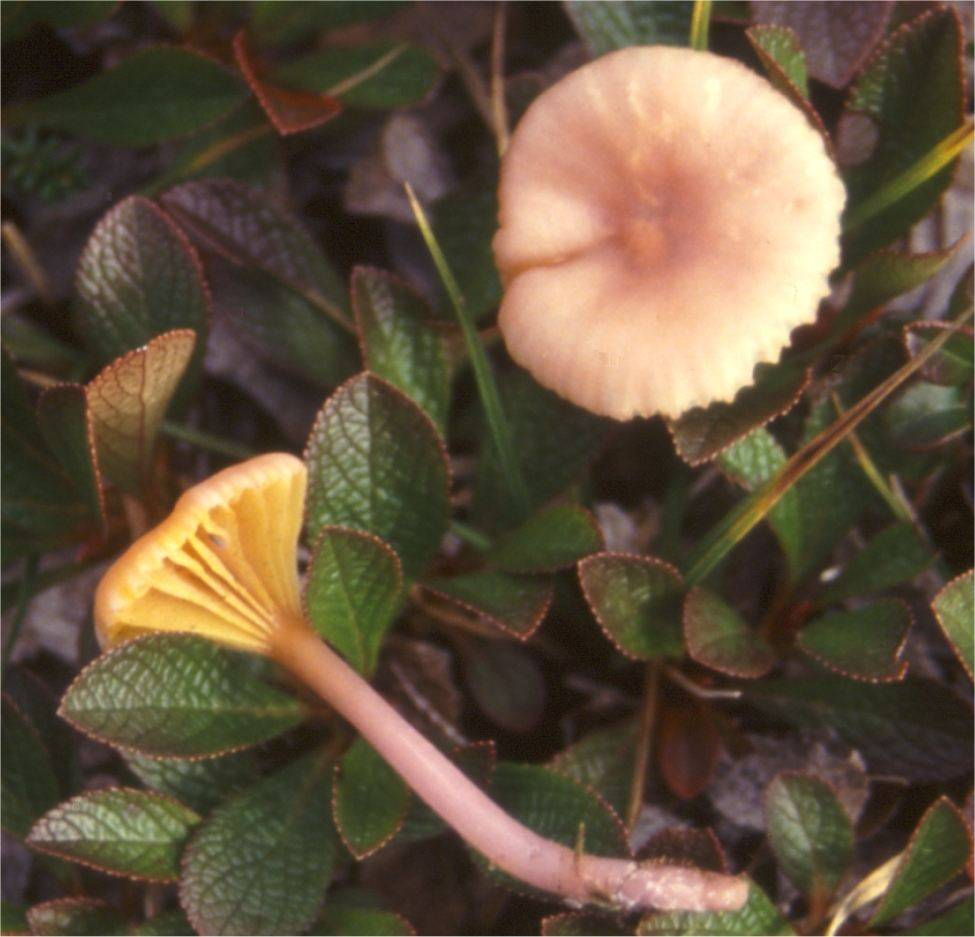